# تپه سید اکبر
تپه سید اکبر در شهرستان دهلران، بخش مرکزی، ۳۰۰ متری امامزاده سید اکبر واقع شده و این اثر در تاریخ ۱۲ شهریور ۱۳۸۰ با شمارهٔ ثبت ۳۸۱۴ به‌عنوان یکی از آثار ملی ایران به ثبت رسیده است.